# Serratula procumbens
Serratula procumbens là một loài thực vật có hoa trong họ Cúc. Loài này được Regel miêu tả khoa học đầu tiên năm 1867.